# Chutes de Bela
Pour les articles homonymes, voir Bela.
La Chute de Bela encore appelée Chute de la Louvoubi est une cascade située dans le sud-ouest de la république du Congo, dans le département du Pool, à 60 km au sud de la capitale politique Brazzaville.  
Le plateau des Cataractes est un plateau sablo-gréseux qui s’étend au sud de Brazzaville et en République Démocratique du Congo voisin. Le fleuve Congo s’y encaisse profondément obligeant ses affluents, la Loufoulakari et la Louvoubi à créer des chutes pour le rejoindre.
Les chutes sont situées à 2.5 km au sud est de la localité de Bela. Sur le site de cette chute d’eau d’environ 30 mètres de haut, au bord du fleuve Congo, il est possible d'admirer les rives de la république démocratique du Congo en face.